# Pokolj u Bjelovcu
Pokolj u Bjelovcu, ratni zločin iz 14. kolovoza 1991. kada su pripadnici paravojnih postrojbi pobunjenih Srba usmrtili četiri hrvatska civila u zaseoku Bjelovcu pored Peckih.

## Zločin
14. kolovoza 1991. oko 19. sati, četiri optuženika zajedno s više drugih nepoznatih pripadnika srpskih paravojnih postrojbi, naoružani sjekirama i puškama bez povoda su napali i ubili Stjepana Horvata, Đuru Horvata, Matu Horvata i Ivana Bugarina zato što su bili hrvatske nacionalnosti.

## Suđenje
Prvu optužnicu za ratni zločin protiv civilnog stanovništva podignilo je Okružno javno tužilaštvo Sisak 30. studenog 1992. protiv N.R. (1949.), J.Z. (1961.), S.P. (1962.) i D.P. (1955.). 25. svibnja 1993. svi su u odsutnosti osuđeni na kaznu zatvora od 20 godina.
U siječnju 2009. Državno odvjetništvo zatražilo je zahtjev za zaštitu zakonitosti. Na sjednicama 25. veljače i 11. ožujka Vrhovni sud Republike Hrvatske utvrdio je da je zahtjev osnovan te su presude poništene a slučaj vraćen na prvostupanjski sud. U objašnjenu Vrhovnog suda stoji da je zahtjev osnovan budući svjedok Marijan Gregurinčić:
7. siječnja 2010. županijski sud u Sisku donio je odluku o obustavi kaznenog postupka protiv četvorice optuženih nakon što je Državno odvjetništvo odustalo od optužbe.